# Ngerdani
Ngerdani is een bestuurslaag in het regentschap Trenggalek van de provincie Oost-Java, Indonesië. Ngerdani telt 4247 inwoners (volkstelling 2010).